# Acrochordonichthys strigosus
Acrochordonichthys strigosus es una especie de pez de la familia Akysidae en el orden de los Siluriformes.

## Morfología
Los machos pueden llegar alcanzar los8,4 cm de
longitud total.

## Distribución geográfica
Es endémico de la cuenca del río Kapuas al oeste de Borneo.